# I. Lajos bajor király
I. Lajos (teljes nevén Lajos Károly Ágost, németül: Ludwig Karl August; Strasbourg, Francia Királyság, 1786. augusztus 25. – Nizza, Második Francia Köztársaság, 1868. február 29.), a Wittelsbach-házból származó pfalz–zweibrückeni herceg, IV. Miksa József bajor választófejedelem és Auguszta Vilma hessen–darmstadti hercegnő fia, aki apját követvén Bajorország második királya 1825-től 1848-as lemondásáig. Szabadelvű német hazafiként ismerték, hatalomra jutását követően már konzervatív irányvonalat követett, művészetpártoló tevékenységet folytatott, ő tette a Bajor Királyság művészeti központjává Münchent. Terézia Sarolta szász–hildburghauseni hercegnőtől származó gyermekei között két további király, II. Miksa bajor és I. Ottó görög király is megtalálható.

## Élete

### Származása, ifjúkora
Lajos Károly Ágost herceg édesapja a Wittelsbach-ház birkenfeld–zweibrückeni ágából származó Miksa József pfalz-zweibrückeni herceg (1756–1825) volt. Édesapja Frigyes Mihály pfalz-zweibrückeni uralkodó herceg (1724–1767) és Maria Franziska Dorothea von Pfalz-Sulzbach hercegnő (1724–1794) második fia, 1799-től IV. Miksa József néven bajor választófejedelem, 1806-tól I. Miksa néven bajor király.
Édesanyja Auguszta Vilma Mária hessen–darmstadti hercegnő (1765–1796) volt. Georg Wilhelm von Hessen-Darmstadt herceg (1722–1782) és Maria Luise Albertine von Leiningen-Dagsburg-Falkenburg (1729–1818) grófnő leánya, Miksa első felesége volt. A házasságból öt gyermek született:
1. Lajos Károly Ágost herceg, a későbbi I. Lajos bajor király
2. Auguszta Amália Ludovika hercegnő (1788–1851), aki Jozefina francia császárné első házasságából való fiához, Eugène de Beauharnais-hoz, az Itáliai Királyság francia alkirályához, Leuchtenberg hercegéhez ment férjhez.
3. Amália Mária Auguszta hercegnő (1790–1794), kisgyermekként meghalt.
4. Sarolta Auguszta Karolina hercegnő (1792–1873), akinek első férje I. Vilmos württembergi király, második férje I. Ferenc osztrák császár, magyar és cseh király lett.
5. Károly Tivadar herceg (1795–1875), tábornagy, aki a polgári Marie-Anne-Sophie Petin-nel (1796–1838) kötött rangon aluli házassága miatt elveszítette trónöröklési jogát.

Lajos féltestvérei édesapjának második feleségétől, az evangélikus vallású Karolina Friderika Vilma badeni hercegnőtől (1776–1841):
1. Egy halva született fiú (*/† 1797)
2. Károly herceg (1800–1803), kisgyermekkorban meghalt.
3. Erzsébet Ludovika hercegnő (1801–1873), aki IV. Frigyes Vilmos porosz királyhoz ment férjhez.
4. Amália Auguszta hercegnő (1801–1877) I. János szász király felesége.
5. Zsófia Friderika hercegnő, I. Ferenc József császár és I. Miksa mexikói császár anyja.
6. Mária Anna hercegnő (1805–1877), II. Frigyes Ágost szász király felesége.
7. Mária Ludovika Vilma hercegnő (1808–1892), Miksa József bajor herceg felesége, Erzsébet királyné anyja
8. Maximiliana Jozefa hercegnő (1810–1821), kisgyermekként meghalt.

Lajos Károly Ágost születésekor apja, Miksa a francia királyi hadsereg Elzászi hadtestében (Corps d’Alsace) szolgált ezredeseként. Keresztapja maga a francia király, XVI. Lajos volt, akinek a keresztnevét kapta. A francia forradalom kitörése (1789) után szüleinek menekülniük kellett, előbb Darmstadtba, majd Mannheimbe. Lajos herceg kisgyermekkorát a francia forradalmi haderő előli menekítés határozta meg. Apja (elhunyt bátyja után) 1795-ben megörökölte Pfalz-Zweibrücken hercegének címét, de országa teljes egészében francia megszállás alatt állt. Édesanyja, Auguszta Vilma Mária hessen–darmstadti hercegnő, akit utolsó gyermekének szülése és az utazások viszontagságai legyengítettek, 1796-ban egy Rajna menti kisvárosban elhunyt.
Apjának franciabarátságát az átélt nélkülözések sem rendítették meg. 1799-ben a Wittelsbach-ház Pfalz-Sulzbach ágának kihalásakor Bajorország választófejedelme lett, majd 1806-ban Napóleon csatlósaként I. Miksa néven Bajorország királyává koronázták. A francia kegyéből kapott királyságát és birtokait ügyes politizálással Napóleon bukása (1815) után is megtarthatta, a bécsi kongresszus döntése alapján országának területét tovább növelhette.

### Útja a királyi trónig
Miksa király legidősebb, magasan iskolázott fia Landshutban tanult, többek között Johann Michael Sailer professzornál, és Göttingenben is folytatott tanulmányokat. Német hazafiként csak vonakodva szolgált Napóleon mellett a Poroszország és Oroszország (1806-1807), valamint az Ausztria elleni 1809-es háborúban. Bajorországban ő lett a franciaellenes párt vezetője, a bécsi kongresszuson Elzász–Lotaringiának Németországhoz csatolása mellett szólalt fel, de hiába. Nevéhez fűződik az 1818-as liberális szellemű bajor alkotmány. Többször is szembeszállt Metternich kancellárral, aki alapvető változásokat követelt a bajor alkotmányban. Egyházi kérdésekben azonban sokkal konzervatívabb politikát folytatott; ellenezte apjának a szerzetesrendek vagyonának államosítására irányuló törekvését.
Aktív szerepet játszott Bajorország vezető miniszterének, Maximilian von Montgelas grófnak 1817-es megbuktatásában, mert őt okolta az egyház szerepének visszaszorításáért. Apjának, Miksa királynak elhunyta után 1825-ben ő foglalta el a megnövekedett területű Bajor Királyság trónját.

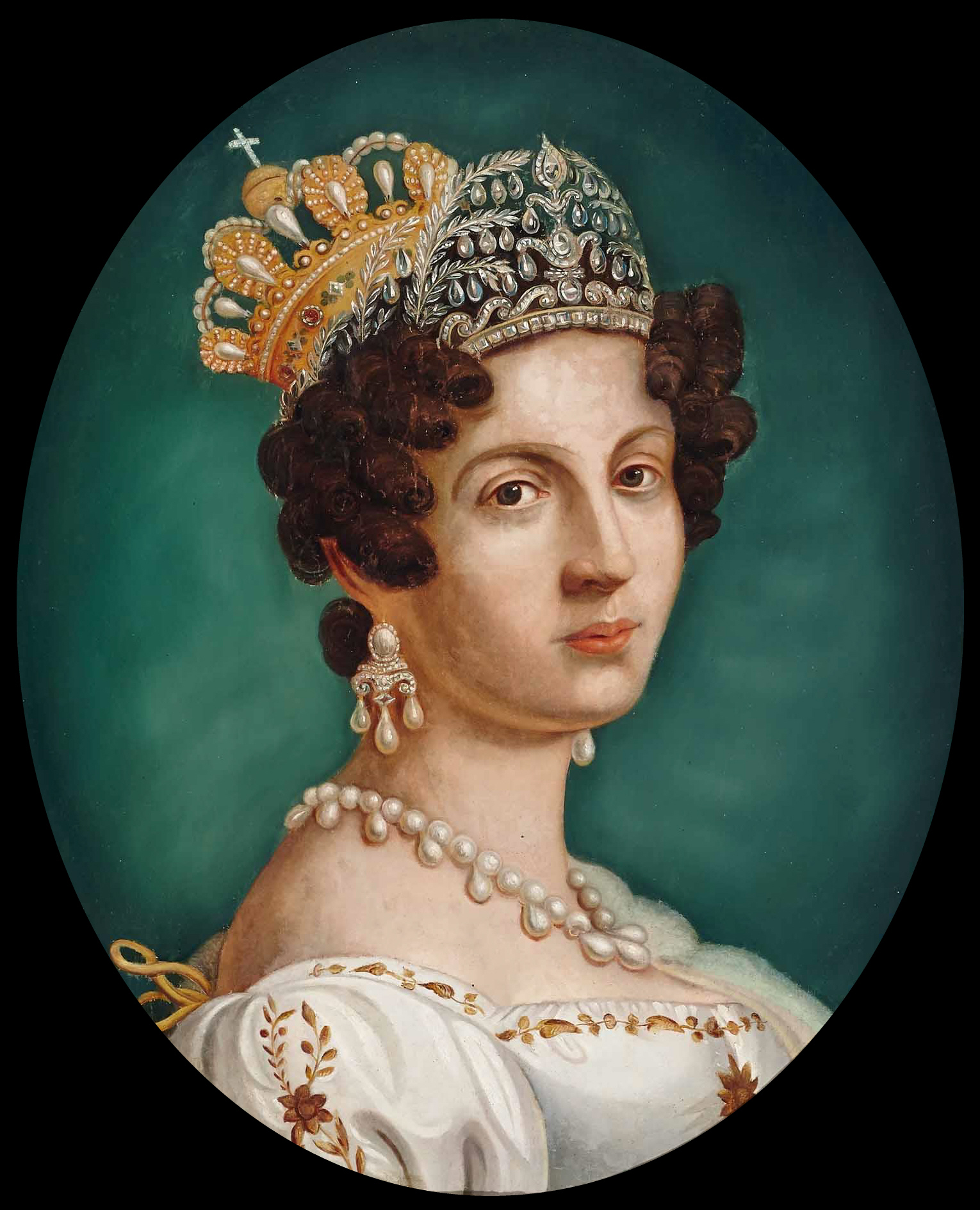
Terézia Sarolta bajor királyné

### Házassága, gyermekei
Lajos még trónörökösként, 1810. október 12-én Münchenben vette feleségül Terézia Sarolta szász–hildburghauseni német hercegnőt (1792–1854). A házasságból a következő gyermekek születtek:
- Miksa királyi herceg (1811–1864), 1848-tól II. Miksa néven Bajorország királya, aki 1842-ben Mária Friderika porosz királyi hercegnőt (1825–1889) vette feleségül.
- Matild Karolina királyi hercegnő (1813–1862), aki 1833-ban III. Lajos hessen-darmstadt-rajnai nagyherceghez (1806–1877) ment feleségül.
- Ottó királyi herceg (1815–1867), 1833-tól I. Ottó néven Görögország királya, aki 1836-ban Amália oldenburgi hercegnőt (1818–1875) vette feleségül.
- Teodolinda Sarolta Lujza királyi hercegnő (1816–1817), kisgyermekkorban meghalt.
- Luitpold bajor királyi herceg (1821–1912), 1886-tól Bajorország régense, aki 1844-ben Habsburg–Toscanai Auguszta Ferdinanda főhercegnőt (1825–1864) vette feleségül.
- Adelgunda Auguszta királyi hercegnő (1823–1914), aki 1842-ben V. Ferenc modenai herceghez (Habsburg–Estei Ferenc osztrák főherceghez, 1819–1875) ment feleségül.
- Hildegárd Lujza bajor királyi hercegnő (1825–1864), aki 1844-ben Albert Frigyes osztrák főherceg (1817–1895) felesége lett.
- Alexandra Amália királyi hercegnő (1826–1875), a müncheni és würzburgi királyi Szent Anna apácakolostorok főnökasszonya és apátnője, írónő.
- Adalbert Vilmos királyi herceg (1828–1875), aki 1856-ban Amália Filippa del Pilar spanyol infánsnőt (1834–1905) vette feleségül

Az esküvő alkalmából rendezett népünnepélyt tekinti a hagyomány az első Oktoberfestnek. Ebből nőtt ki mára a világ legnagyobb mulatságának számító müncheni sörfesztivál. Lajos a menyasszonyáról utóbb Theresienwiese-nek (Terézia-rét) elnevezett területen – alattvalóinak mulattatására – népünnepélyt rendezett. Az esküvőre az egész bajor lakosság hivatalos volt. (A lóversenyeket október 17-én tartották, s ez a dátum a mai Oktoberfest hivatalos kezdete. Mivel Lajos királyt nagyon érdekelte az antik Görögország, azt javasolta az alattvalóinak, hogy az eseményt az antik olimpiai játékok mintájára szervezzék. A javaslatot izgatottan elfogadták, így az első években túlnyomóan sportos jellegű volt az Oktoberfest).

### Uralkodása
Lajos liberális nézetei közismertek voltak, így trónra lépést általános helyeslés fogadta. Lajos támogatta a görög forradalmat, és fiát, Ottót ültette Görögország trónjára, 1832-ben.
Politikája az 1830-as forradalmak (különösen a franciaországi júliusi forradalom) után egyre inkább konzervatív irányba fordult és megingott hite a demokratikus intézményekkel szemben. A király és az országgyűlés között gyakran feszült volt a viszony. Már az Ötingen-Wallerstein-kabinet (1831–37) is jobbra tolódást jelentett az ország irányításában (Az 1832-ben megrendezett Hambacher Fesztiválon kifejezésre jutott a nép elégedetlensége a sok adó és szigorú cenzúra miatt), az ezt követő, Karl von Abel vezette kormány (1837-től) pedig kifejezetten konzervatív, ultramontán (azaz a katolikus klérust támogató) politikát folytatott. Sok szekularizált kolostort visszahelyezett eredeti státusába, és megkezdte a liberális alkotmány szétzilálását. Sorra megszüntették azokat a polgárjogokat, amelyeket korábban biztosítottak a protestánsoknak.

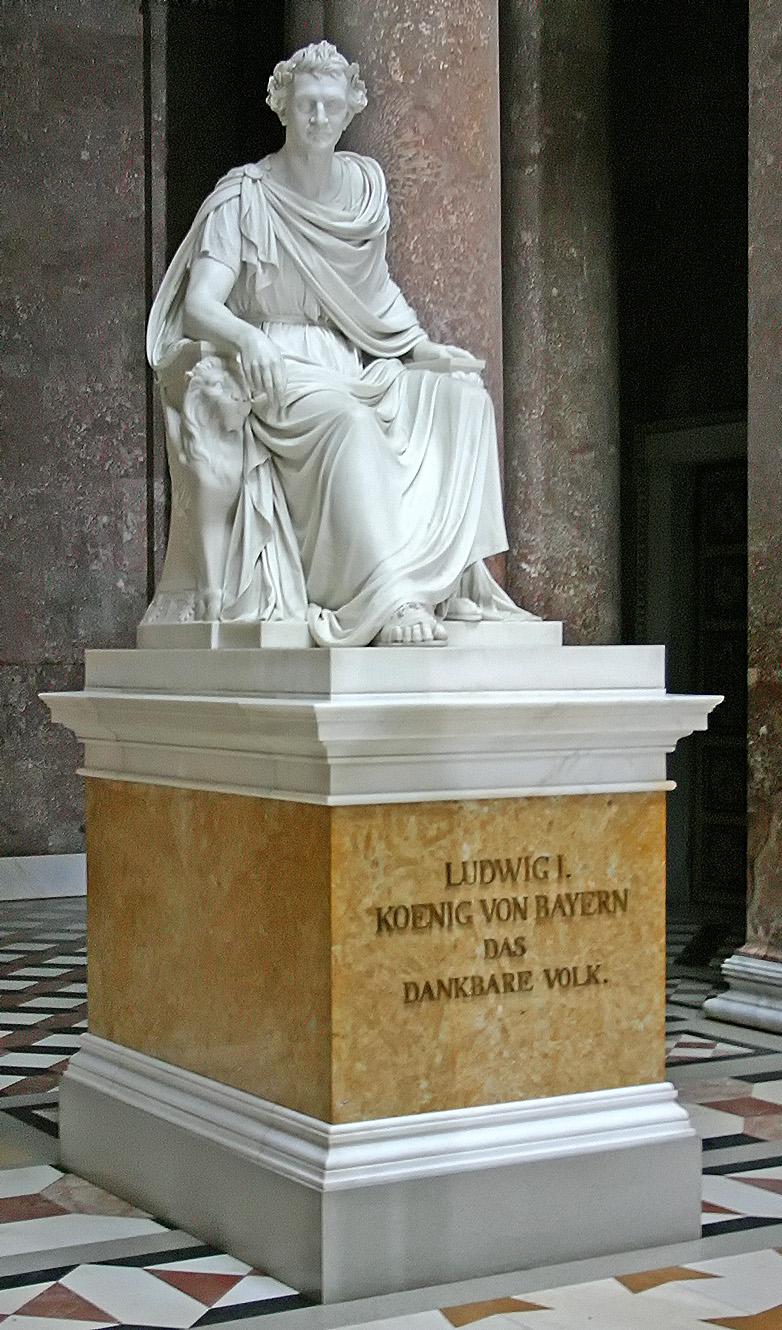
I. Lajos szobra a Walhallában

### A művészetpártoló uralkodó
A művészetek lelkes híveként ő gyűjtötte össze azokat a műveket, amelyek München két legismertebb múzeumát, a Glyptotheket (Szobortár) és az Alte Pinakotheket (Régi képtár) megalapozták. Nagyszabású elképzeléseinek köszönhetően alakult ki München mai képe és klasszicista stílusa. Ő alapította a Walhallát, a hírnév templomát, ami a német származású művészek, politikusok, tudósok, uralkodók emléktábláinak, valamint márványból készült mellszobrainak ad helyet.
Az ő megbízásra építették a Ludwigstrassét, melyen több általa építtetett épület helyezkedik el; úgy mint a Ludwigskirche (Lajos-templom), a Feldherrnhalle (Hadvezérek csarnoka) vagy a Siegestor (Diadalív). Ő adott megbízást a Staatsgalerie (Állami Képtár), Propyläen (Propüleák Kapuja), és az Odeon építésére is. A művészeteket lemondása után is bőkezűen támogatta.
A művészetpártolás mellett foglalkozott az iparral is. Ő kezdte el építeni a Lajos-csatornát a Majna és a Duna között. 1835-ben az ő uralkodása alatt készült el az első német vasút, amely Fürth and Nürnberg között közlekedett. Megalapította Ludwigshafen városát, amely az ő nevét kapta.

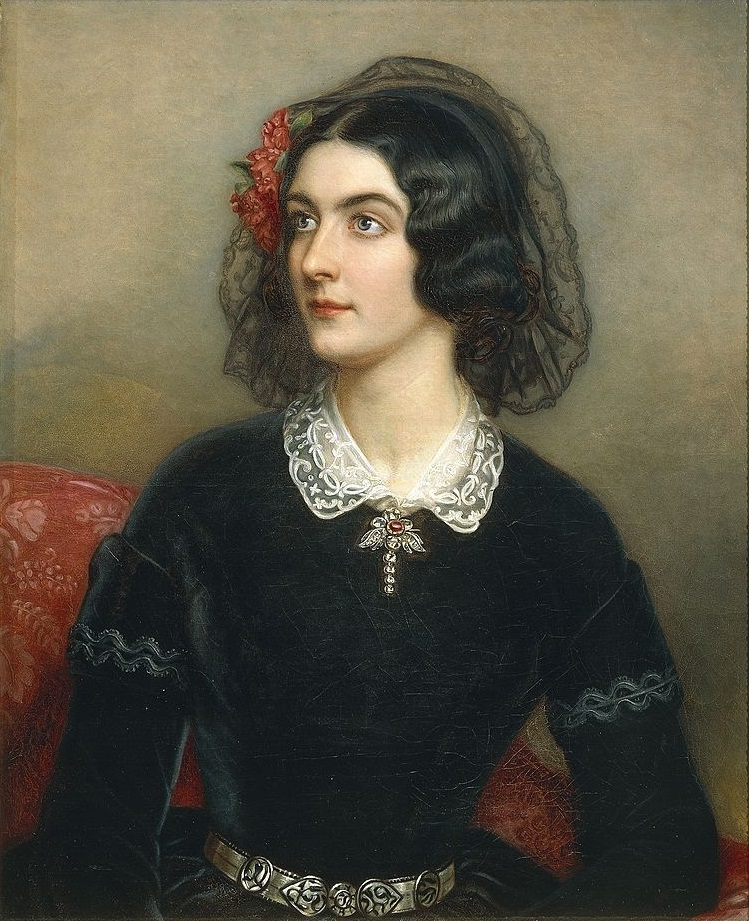
Lajos szeretője, Lola Montez.

### Házasságon kívüli viszonyai
Népszerűségének hanyatlásához – politikai irányváltoztatása mellett – nagyban hozzájárult az, hogy szeretőket tartott. Leghíresebb szeretője Lola Montez (1821–1862) táncosnő volt. Viszonyuk jelentősen hozzájárult a király lemondásához. Lola 1846-ban került Münchenbe, ahol az udvari és nemzeti színházban táncosnői állást pályázott meg. A 60 éves Lajos király szerelmét annyira megnyerte, hogy a király miatta elbocsátotta minisztereit, akik tiltakoztak az ellen, hogy Lola grófnői címet kapjon. Végül a Landsfeld grófnője (1847-ben) cím mellé egy müncheni palotát is kapott. A király szerelmes verseket írt hozzá és jelentős politikai hatalmat adott a kezébe. A forradalom kitörésekor 1848. március 20-án Lola Svájcba menekült.
Másik szeretője egy angol kalandornő, Jane Digby (1807–1881) volt. A sok botrány megrendítette a nép bizalmát.

### Lemondása, utolsó évei

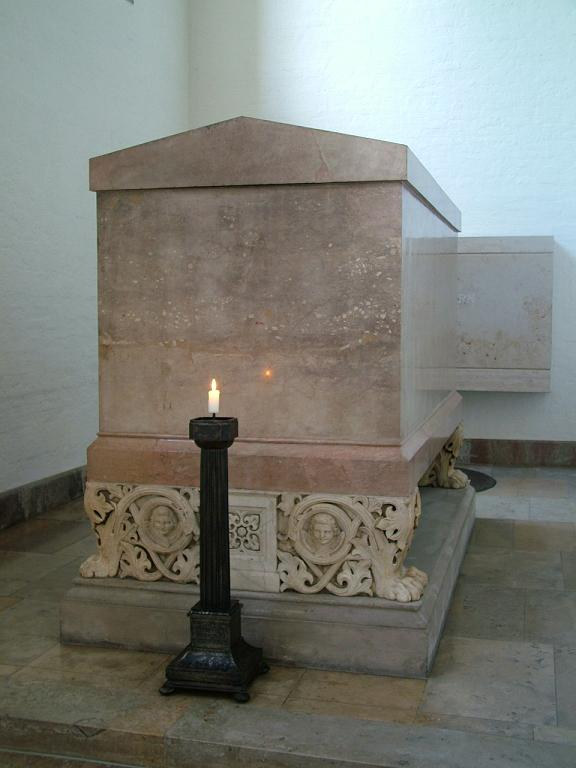
Lajos király és Terézia királyné sírhelye a Szent Bonifác-apátságban

Az 1848-as forradalmak kitörésekor Lajos – hanyatló népszerűsége miatt – lemondott a trónról fia, II. Miksa javára. Magánemberként élt, de továbbra is a művészetek nagy támogatója maradt. 1868-ban halt meg Nizzában, ahol a telet töltötte. Testét a müncheni Szent Bonifác-apátságban helyezték örök nyugalomra, 1857 óta ott nyugvó felesége, Terézia királyné mellett.